# Possessed (Dorney Park & Wildwater Kingdom)
Possessed in Dorney Park & Wildwater Kingdom (Allentown, Pennsylvania, USA) ist eine Shuttle-Stahlachterbahn vom Modell Impulse Coaster Twist & Spike des Herstellers Intamin, die ursprünglich am 5. Mai 2000 in Geauga Lake & Wildwater Kingdom als Superman Ultimate Escape eröffnet wurde. Die Bahn wurde 2004 in Steel Venom umbenannt und fuhr unter diesem Namen noch bis 2006. Nachdem der Park 2007 geschlossen worden war, wurde sie zum Dorney Park transportiert und dort errichtet. Im Eröffnungsjahr 2008 fuhr sie zunächst noch unter dem Namen Voodoo.
Auf der 192 m langen Strecke wird der Zug mittels linearen Induktionsmotoren auf eine Geschwindigkeit von rund 113 km/h beschleunigt. Dabei erreicht der Zug eine maximale Höhe von 56,4 m. Die beiden Türme, die sich vor und hinter der Station befinden, besitzen eine Steigung bzw. Gefälle von 90°.

## Züge
Possessed besitzt einen Zug mit sieben Wagen. In jedem Wagen können vier Personen (zwei Reihen à zwei Personen) Platz nehmen. Als Rückhaltesystem kommen Schulterbügel zum Einsatz.